# Dolno Osenovo
Dolno Osenovo (în bulgară Долно Осеново) este un sat în partea de sud-vest a Bulgariei, în Regiunea Blagoevgrad. Aparține administrativ de comuna Simitli.  La recensământul din 2001 avea o populație de 1.492 locuitori.

## Demografie
Componența etnică a satului Dolno Osenovo
     Bulgari (98,31%)
     Nicio identificare (1,68%)
     Altele (0,51%)
La recensământul din 2011, populația satului Dolno Osenovo era de 1.364 locuitori. Din punct de vedere etnic, majoritatea locuitorilor (98,31%) erau bulgari. Pentru 1,68% din locuitori nu este cunoscută apartenența etnică.